# WinFF
WinFF est un logiciel libre et open source de conversion vidéo, pour les systèmes d'exploitation GNU/Linux et Windows, développé par Matthew Weatherford et Ian Stoffberg depuis 2006. Il combine le convertisseur de vidéo en ligne de commande FFmpeg à une interface graphique. WinFF est distribué sous GNU GPL version 3 et il est écrit en Free Pascal et Lazarus.
En juin 2017, son créateur Matthew Weatherford annonce qu'il arrête le développement du logiciel à la version 1.5.5. Il sera toujours maintenu et hébergé sur ses serveurs mais le logiciel n'aura plus de nouvelles fonctionnalité.

## Présentation

### Objectif
WinFF existe dans le but de simplifier l'utilisation de FFmpeg pour la conversion vidéo. Cette simplification passe par une interface graphique et un ensemble de préréglages de conversion accompagné d'éléments de manipulation multimédia. 

### Préréglages

#### Formats d'entrée
WinFF est capable de traiter tous les formats acceptés par FFmpeg dont :
- AVI
- MPEG
- MOV
- Mastroska
- Vob
- MP3
- OGG Theora
- WebM

#### Formats de sortie
Les fichiers de sortie sont organisés en plusieurs catégories d'appareils ou de types de conversion qui composent l'ensemble des préréglages de WinFF. Il en existe un certain nombre mais d'autres peuvent être ajoutés par l'utilisateur. Par défaut, les préréglages de sortie sont :
- Android
- Audio (AC3, MP3, MP4 Audio, Ogg, WAV et WMA)
- DV
- DVD (NTSC et PAL)
- IPod et IPhone
- MPEG-4
- PS3
- Windows (WMV)
- Xbox